# Tom Sayers
Pour les articles homonymes, voir Sayers.
Tom Sayers est un boxeur anglais combattant à mains nues né le 25 mai 1826 à Brighton et mort du diabète le 8 novembre 1865 à Camden Town (Londres). Il est enterré au cimetière de Highgate.

## Carrière
Il livre son premier combat en 1842 à seulement 16 ans et demeure invaincu jusqu'au 18 octobre 1853, date à laquelle il est battu au 61e round par Nat Langham pour le titre de champion d'Angleterre des poids moyens. Malgré ce revers, le seul de sa carrière, Sayers enchaine une série de victoires et devient champion d'Angleterre des poids lourds le 5 janvier 1858 aux dépens de Bill Benjamin. Il conserve son titre contre Tom Paddock, à nouveau contre Bill Benjamin et face à Bob Brettle, avant de faire match nul contre le boxeur américain John C. Heenan le 17 avril 1860, combat qui fut son dernier.

## Distinction
- Tom Sayers est membre de l'International Boxing Hall of Fame depuis sa création en 1990[4].